# Бантинг, Бэзил
Бэзил Чизман Бантинг (англ. Basil Cheesman Bunting; 1 марта 1900 — 17 апреля 1985) — британский поэт и переводчик, представитель модернизма. Выходец из семьи квакеров, он был стойким пацифистом и защитником звуковых качеств поэзии. Получил признание после публикации поэмы Briggflatts в 1966 году. Критик Сирил Коннолли назвал ёё «лучшей поэмой, опубликованной в Англии со времен Четырёх квартетов Т. С. Элиота».

## Книги
- 1930: Redimiculum Matellarum (опубликована частным издательством)
- 1950: Poems (Cleaners' Press, 1950), повторное издание как Loquitur (Fulcrum Press, 1965).
- 1951: The Spoils
- 1965: First Book of Odes
- 1965: Ode II/2
- 1966: Briggflatts: An Autobiography
- 1967: Two Poems
- 1967: What the chairman Told Tom
- 1968: Collected Poems
- 1972: Version of Horace
- 1994: The Complete Poems (посмертно, редактор Ричард Каддел (Richard Caddel))
- 1999: Basil Bunting on Poetry (посмертно, редактор Питер Макин (Peter Makin))
- 2000: Complete Poems (посмертно, редактор Ричард Каддел (Richard Caddel))
- 2009: Briggflatts (с CD и видео DVD)
- 2012: Bunting’s Persia (книга переводов Бантинга, редактор Дон Шэр (Don Share))
- 2016: The Poems of Basil Bunting (посмертно, редактор и автор предисловия Дон Шэр (Don Share))